# Dakari Johnson
Dakari Naeem Johnson (nascido em 22 de setembro de 1995) é um basquetebolista profissional americano, que atualmente joga para o Oklahoma City Thunder da National Basketball Association (NBA). Ele jogou basquete universitário para a Universidade de Kentucky.

## Carreira no ensino médio

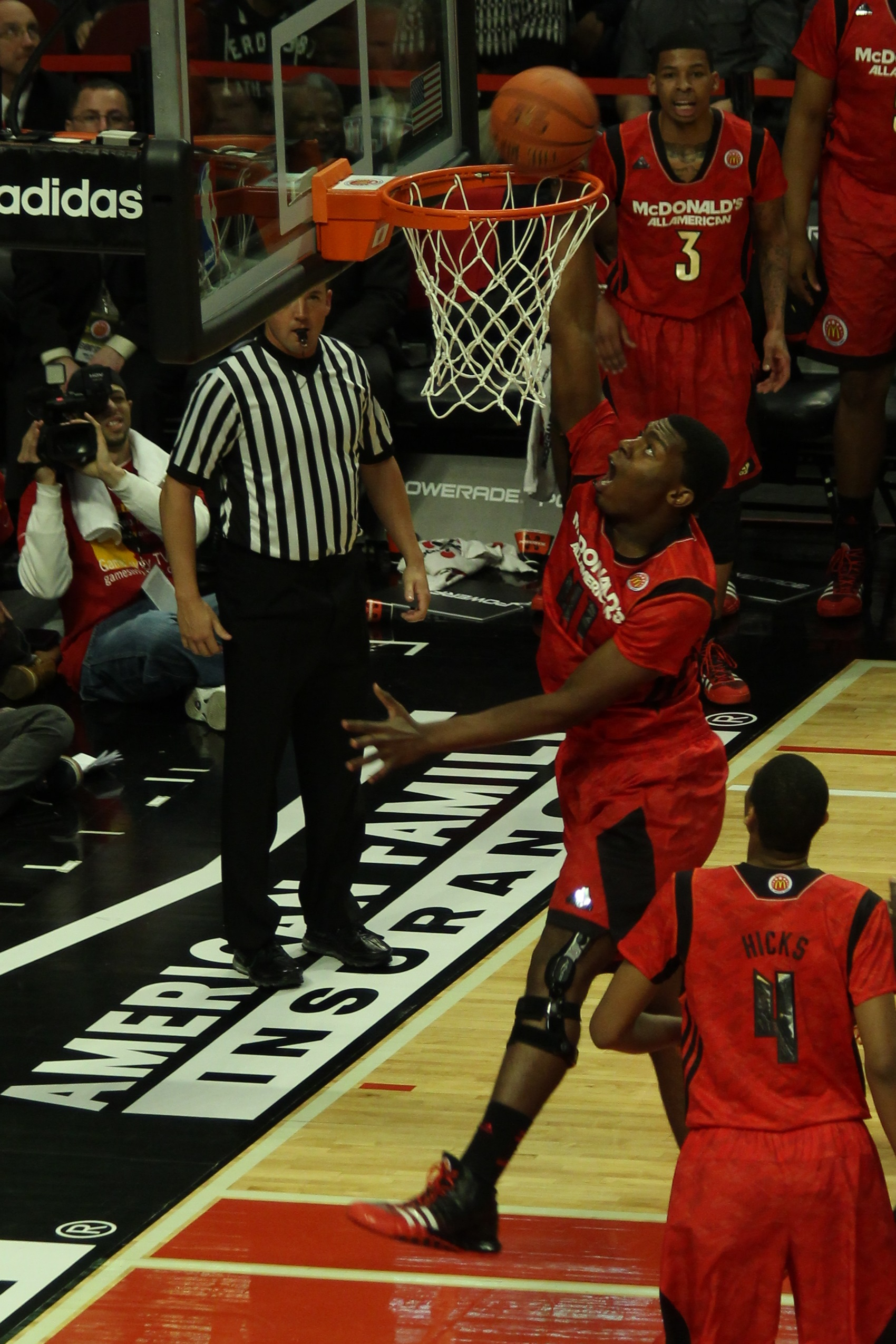
Johnson no McDonald's All-American Game de 2013

Johnson inicialmente estudou na St. Patrick High School em Elizabeth, Nova Jérsia. Durante o ano escolar de 2010–11, quando o treinador Kevin Boyle foi para a Montverde Academy, Johnson seguiu seu técnico, tendo que ficar sem jogar durante a temporada 2011–12 devido à transferência. Devido às suas excelentes notas, Johnson decidiu reclassificar, fazendo com que a temporada 2012–13 fosse sua temporada final no nível escolar. Ele acabou com uma média de 17,0 pontos, 11,0 rebotes e 4,3 tocos por jogo em seu último ano. Ele subsequentemente foi selecionado para o McDonald's All-American Game e para o Jordan Brand Classic de 2013.
Considerado um recruta cinco estrelas pela ESPN.com, Johnson foi classificado como o pivô número 2 do país em 2013.

## Carreira na universidade
Em seu primeiro ano na Kentucky, em 2013–14, Johnson passou a temporada auxiliando o colega de equipe Julius Randle, e teve uma média de 5,2 pontos e 3,9 rebotes em 39 jogos. No seu segundo ano, ele novamente jogou como suporte, agora para o calouro Karl-Anthony Towns e para Willie Cauley-Stein. Ele novamente jogou 39 partidas em 2014–15 e teve média com números pouco maiores, 6,4 pontos e 4,6 rebotes por jogo.
Em 9 de abril de 2015, Johnson anunciou que entraria para o Draft da NBA, abrindo mão de seus últimos dois anos de elegibilidade para a faculdade. Ele foi acompanhado por seus colegas de equipe do Kentucky Aaron Harrison, Andrew Harrison, Karl-Anthony Towns, Willie Cauley-Stein, Trey Lyles e Devin Booker.

## Carreira profissional

### Oklahoma City Blue (2015–2017)
Em 25 de junho de 2015, Johnson foi selecionado pelo Oklahoma City Thunder como a 48.ª escolha geral no Draft da NBA de 2015. Mais tarde, ele se juntou ao Thunder para a NBA Summer League de 2015, onde teve uma média de 7,6 pontos  e 8,6 rebotes em cinco jogos. Em 3 de novembro de 2015, ele foi adquirido pelo Oklahoma City Blue da NBA Development League, a equipe afiliada ao Thunder. Em 14 de novembro, ele fez sua estreia profissional em uma derrota por 110–104 para o Austin Spurs, marcando 16 pontos, nove rebotes, uma assistência, um roubo de bola e um toco em 33 minutos. Johnson jogou todos os 50 jogos para o Blue em 2015–16, terminando com uma média de 12,3 pontos, 8,1 rebotes, 2,0 assistências e 1,6 tocos por jogo. Ele subsequentemente ganhou as honras do Time Geral dos Novatos da NBA D-League.
Johnson retornou para o Blue para a temporada 2016–17, e, em 6 de fevereiro de 2017, foi nomeado para o Time das Estrelas da Conferência Oeste para o NBA D-League All-Star Game de 2017.

### Oklahoma City Thunder (2017–presente)
Em 22 de julho de 2017, Johnson assinou com o Oklahoma City Thunder. Ele marcou quatro pontos em sua estreia na NBA, em 19 de outubro de 2017 na vitória do Thunder por 105–84 sobre o New York Knicks.

## Estatísticas de carreira na NBA

### Temporada Regular
| Ano      | Equipe        | PJ | PI | MPJ | AP   | 3P | LL   | RT  | AS | BR | TO | PPJ |
| -------- | ------------- | -- | -- | --- | ---- | -- | ---- | --- | -- | -- | -- | --- |
| 2017-18  | Oklahoma City | 31 | 6  | 5,2 | ,564 | –  | ,550 | 1,1 | ,3 | ,2 | ,3 | 1,8 |
| Carreira | Carreira      | 31 | 6  | 5,2 | ,564 | –  | ,550 | 1,1 | ,3 | ,2 | ,3 | 1,8 |

### Playoffs
| Ano      | Equipe        | PJ | PI | MPJ | AP | 3P | LL | RT | AS | BR | TO | PPJ |
| -------- | ------------- | -- | -- | --- | -- | -- | -- | -- | -- | -- | -- | --- |
| 2018     | Oklahoma City | 2  | 0  | 1,6 | –  | –  | –  | –  | –  | –  | –  | –   |
| Carreira | Carreira      | 2  | 0  | 1,6 | –  | –  | –  | –  | –  | –  | –  | –   |